# Kōki Uchiyama
Kōki Uchiyama (内山 昂輝?, Uchiyama Kōki; Saitama, 16 agosto 1990) è un attore e doppiatore giapponese.
Koki Uchiyama non appare spesso nei media; è conosciuto soprattutto per i ruoli di: Meruem nell'anime di Hunter × Hunter , Soul Eater Evans nell'anime Soul Eater, di Yuuta Asaba nell'anime Kimi to boku e di Roxas, Ventus nella serie Kingdom Hearts, di Yuri Plisetsky nell'anime Yuri!!! on Ice e di Kei Tsukishima nell'anime Haikyu!!.

## Doppiaggio
- Soul Eater (Soul Eater Evans)
- Shiki (Yuuki Natsuno)
- Fairy Tail (Midnight)
- Tanken Driland (Pahn)
- Kimi to Boku 2 (Yuta Asaba)
- Yu-Gi-Oh! Zexal (Kaito Tenjo)
- Hunter x Hunter (2011) (Meruem)
- Charlotte (Yuu Otosaka)
- Ping Pong (Makoto Tsukimoto/Smile)
- Rainbow Days (Tsuyoshi Naoe)
- Duel Masters Versus e Duel Masters Versus Revolution (Shobu Kirifuda)
- Blast of Tempest (Yoshino Takigawa)
- Yuri!!! On Ice (Yuri Plisetsky)
- Violet Evergarden (Benedict Blue)
- Fate/Apocrypha (Shirou Kotomine/Shirou Tokisada Amakusa)
- My Hero Academia (Tomura Shigaraki)
- Code Geass: Genesic Re;Code (Renya)
- Devilman Crybaby (Akira Fudo)
- Devil May Cry 5 (V)
- Demon Slayer (Rui)
- Seven's Code (Kashihara Yuito)
- Dead Account (Kukuru Kasubata)[1]
- Death Parade (Clavis)
- Jujutsu kaisen - Sorcery Fight (Toge Inumaki)
- Jujutsu kaisen 0 - Il film (Toge Inumaki)
- Haikyu!! (Kei Tsukishima)
- HoriMiya (Izumi Miyamura)
- Così parlò Rohan Kishibe (Yoma Hashimoto)
- Trigun Stampede (Legato Bluesummers)
- Solo Leveling (Kang Taeshik)
- Dragon Ball Daima (Glorio)
- Animatrix (Masa)
- Dead Dead Demon's Dededededestruction (Kenichi Kohirumaki)
- Kingdom Hearts II (Roxas)
- The World Ends with You (Neku Sakuraba)
- Kingdom Hearts 358/2 Days (Roxas)
- Kingdom Hearts Birth by Sleep (Ventus, Roxas)
- Kingdom Hearts Re: coded (Roxas)
- Kingdom Hearts 3D: Dream Drop Distance (Neku Sakuraba, Roxas, Ventus)
- JoJo's Bizarre Adventure: All Star Battle (Ikuro Hashizawa/Baoh)
- Mighty No. 9 (Brandish)
- Dragon Quest Rivals (Erik)
- Sushi Striker: The Way of Sushido (Ryouma)
- Kingdom Hearts III (Roxas, Ventus)
- Dragon Marked for Death (Shinobi)
- Jump Force (Meruem)
- The Fragrant Flower Blooms with Dignity (Saku Natsusawa)[2]
- To Be Hero X (Dragon Boy)[3]
- Pokémon Masters EX (Iridio)
- Dragon Quest XI S: Echi di un'era perduta - Edizione Definitiva (Erik)
- Kingdom Hearts Melody of Memory (Roxas)
- Nier Re[in]carnation (Yuzuki Kurezome)
- NEO: The World Ends with You (Neku Sakuraba)
- Echoes of Mana (Julius)
- Tsuki to Raika to Nosuferatu (Lev Leps)
- Fuuto PI (Phillip)
- Disney: Twisted-Wonderland (Idia Shroud)
- JoJo's Bizarre Adventure: All Star Battle R (Ikuro Hashizawa/Baoh)
- Dragon Quest Treasures (Erik (adulto))
- Jujutsu Kaisen Cursed Clash (Toge Inumaki)
- Farmagia (Manas)
- Fantasy Life i: La ragazza che ruba il tempo (Allan, Pino)
- Hunter × Hunter: Nen × Impact (Meruem)
- Final Fantasy Tactics: The Ivalice Chronicles (Delita Heirail)
- Megaton Musashi (Reiji Amemiya)
- Kaiju No. 8 (Gen Narumi)
- Mobile Suit Gundam GQuuuuuuX (Atharv)